# Malú
Malú, pseudonimo di María Lucía Sánchez Benítez (Madrid, 15 marzo 1982), è una cantante spagnola.

## Biografia
Iniziò la sua carriera all'età di quindici anni quando prese lezioni di canto dal produttore Jesús Yanes che decise poi di presentarla alla Pep's records. Iniziò subito la registrazione delle canzoni del suo album di esordio fra gennaio e febbraio del 1998. L'album intitolato Aprendiz venne pubblicato nella primavera dello stesso anno con la partecipazione di Alejandro Sanz e Pedro Guerra. Vennero vendute 400 000 copie e rimase in classifica per ventotto settimane.
Ella vinse il Premios Amigo del 1998, come migliore artista esordiente ed ottenne la nomination a migliore cantante.
Dopo il brillante successo del suo primo album venne scritturata per un tour in Spagna ed in America latina ed un contratto con l'etichetta discografica Walt Disney Records per interpretare il tema principale Reflejo nel film Mulan.
Nel 1999 incise il suo secondo album Cambiarás, che in soli dieci giorni vendette oltre 100 000 copie.
Successivamente partecipò all'album Tatuaje cantando A Tu Vera.
Nel maggio 2001, incise Esta Vez, questa volta per l'etichetta Sony Music. Nel disco erano contenuti dei successi come Sin Ti Todo Anda Mal, Ven A Pervertirme, Me Quedó Grande Tu Amor e Toda e vendette oltre 300 000 copie in Spagna.
A seguito del successo di Esta Vez, Malú acquistò grande popolarità in Spagna ed anche in America latina e realizzò subito il suo quarto album Otra Piel, pubblicato nel mercato spagnolo il 30 giugno del 2003 con No Me Extraña Nada come singolo di presentazione. Il disco (inciso fra Miami ed il Messico), Malú decise di utilizzare altre sonorità per differenziarsi dagli album precedenti. Temi come Enamorada e Inevitable fecero dell'album un nuovo successo.
Nel 2003, Malú incise la canzone Llego el amor per il film La Cenicienta della Walt Disney nel DVD Ellas & Magia. Il DVD conteneva delle canzoni cantate da: Marta Sánchez, Malú, Marta Botía, Pastora Soler, Lydia, Tamara, Melody, Marilia, Bellepop e Merche.
La sera del 3 febbraio 2004 nella sala Pachá di Madrid, Malú incise Por Una Vez; il disco live conteneva tutti i successi cantati con artisti come David de María, Antonio Orozco, Alejandro Sanz, suo padre Pepe de Lucía e suo zio Paco de Lucía).
L'album venne messo in vendita il 19 aprile assieme al DVD che conteneva il filmato dell'intera serata.
Nell'aprile del 2005 venne pubblicato Malú, il suo sesto disco, il più personale fino ad allora realizzato, inciso fra Madrid e Londra e contenente canzoni come Diles, Te Conozco Desde Siempre e Sabes Bien.
Desafío, è stato il settimo album di Malú messo in vendita il 31 ottobre con il primo singolo Si estoy loca. L'album venne prodotto da Mauri Stern ed inciso fra Madrid e Londra con il coinvolgimento totale di Malú in tutta la produzione, dalla selezione delle canzoni alla produzione.
Dal marzo al novembre 2007 girò con il Tour Desafío, uno dei più importanti della sua carriera.
Durante la serie di concerti, lanciò Gracias, la sua prima compilation, comprendente quindici canzoni dei suoi precedenti successi e tre nuove tracce.
Da aprile ad ottobre 2008 fu impegnata nel Tour Gracias.
Vive, è stato il nono album di Malú messo in vendita il 17 marzo 2009 con la canzone A Esto Le Llamas Amor come primo singolo.
Nella prima settimana di vendita Vive raggiunse la posizione di secondo disco più venduto in Spagna dietro al gruppo irlandese degli U2.

## Discografia

### Album studio
- 1998 - Aprendiz
- 1999 - Cambiarás
- 2001 - Esta Vez.
- 2003 - Otra Piel
- 2005 - Malú
- 2006 - Desafío
- 2009 - Vive
- 2010 - Guerra fría
- 2013 - Sí
- 2015 - Caos
- 2018 - Oxígeno
- 2021 - Mil batallas

### Album live
- 2004 - Por Una Vez
- 2011 - Íntima guerra fría

## Collaborazioni
Malú ha duettato con:
- Antonio Orozco ("Devuélveme La Vida")
- Los Caños ("Dime Algo Bonito")
- David DeMaría ("Enamorada", "La Puerta de Alcalá")
- Alejandro Fernández ("Contigo Aprendí")
- Jerry Rivera ("Como Te Olvido")
- Alejandro Sanz ("Aprendiz", "Corazón Partío")
- Pastora Soler ("Y Que Pequeña Soy Yo")?
- Carlos Baute ("Toda Una Vida")
- Rocío Jurado ("Se Nos Rompió El Amor")
- Miguel Gallardo ("Hoy Tengo Ganas De Ti")
- Lola Flores ("Pena, Penita, Pena")
- Alejandro Sanz, Niña Pastori y Miguel Bosé ("Corazón Partío")
- Marta Sánchez ("Más Mujer")
- Paco de Lucía ("Andalucía")
- Pepe de Lucía ("Al Alba")
- Juan Carlos de Eurojunior ("Enamorada")
- Raphael ("Noche De Paz")
- Revólver ("El Peligro")
- Manuel Carrasco ("Que Nadie")
- Nacho Cano ("Ha nacido un gitanito")
- Tiziano Ferro ("El amor es una cosa simple")
- David Bisbal ("Te voy a olvidar")

## Tour
- Gira Aprendiz 1998-1999
- Gira Esta Vez 2002
- Gira Otra Piel 2003
- Gira Por Una Vez 2004
- Gira Malú 2005 - 2006
- Tour Desafío 2007
- Gira Carnet Joven 2007-2008 "Junto David Demaria"
- Tour Gracias 2008
- Tour Vive 2009
- Tour Si 2013
- Tour Caos 2016
- Oxígeno Tour 2018-2019
- Mil Batallas Tour 2022-2023

## Cinema e televisione
| Anno | Film/Programma                 | Personaggio | Note            |
| ---- | ------------------------------ | ----------- | --------------- |
| 2001 | "Al salir de clase"            | Se stessa   | Cameo           |
| 2007 | "Yo soy Bea"                   | Se stessa   | Cameo           |
| 2007 | "Manolo y Benito Corporeision" | Malú        | Co-Protagonista |
| 2007 | "Gracias"                      | Se stessa   | Documentario    |
| 2009 | "Yo soy Bea"                   | Se stessa   | Cameo           |
| 2009 | "Sexo en Chueca"               | Se stessa   | Cameo           |